# نملاوية جناحية
نملاوية جناحية (الاسم العلمي:Myrmecodia alata) هي نوع من النباتات يتبع جنس النملاوية من الفصيلة الفوية.